# William Howell Masters
William Howell Masters (Cleveland, 27 dicembre 1915 – Tucson, 16 febbraio 2001) è stato un ginecologo e sessuologo statunitense.
Conosciuto anche con il diminutivo di "Bill", fu il principale membro del team “Masters and Johnson”. Insieme a Virginia E. Johnson, fu pioniere nella ricerca scientifica sulla natura della risposta sessuale umana e nel trattamento delle disfunzioni e dei disordini sessuali. La sua attività ebbe inizio nel 1957 e proseguì fino agli anni ’90.
William Masters: [...] "Quando parliamo di sesso, non stiamo parlando d'amore, dottor Farber, perché l'amore non può essere rappresentato con colonne e grafici, come se fosse la pressione sanguigna o la frequenza cardiaca. L'amore non è una forza esercitata da un corpo su un altro. È la trama di quei corpi. È l'amore che incide le linee e i solchi... La curvatura del nostro desiderio."»
(William Masters interpretato da Michael Sheen - Masters of sex, serie tv - Episodio 5, Terza Stagione)

## Biografia

### Famiglia e formazione
William Masters nacque a Cleveland, in Ohio, il 27 dicembre 1915 da Francis Wynn Masters ed Estabrooks Taylor Masters. Aveva un fratello minore di nome Frank. Molti dettagli sulla sua famiglia non sono noti, per volere dello stesso Masters, il quale non ha mai vissuto in un ambiente familiare sereno. 
Ebbe un’infanzia particolarmente infelice a causa di suo padre, un uomo dal pessimo carattere, a cui piaceva avere il controllo su tutto. Durante le sue frequenti crisi di rabbia, era solito colpire il figlio con una cintura, a volte fino al punto di farlo sanguinare.  Più tardi William Masters scoprì che il padre soffriva di meningioma, un tumore al cervello capace di generare mal di testa, cambi di personalità e crisi di rabbia, tuttavia fu sempre dubbioso riguardo al suo comportamento: non sapeva se effettivamente fosse conseguenza della malattia o dell'alcol, di cui spesso Francis Masters abusava.
La personalità brillante del giovane William Masters si manifestò sin dall'infanzia, difatti eccelleva sia nella carriera scolastica che in alcune attività sportive. All'età di quattordici anni iniziò a frequentare la Lawrenceville School nel New Jersey, grazie alla zia Sally che si offrì di pagare la retta, in quanto suo padre, considerandolo al pari di un adulto, non gli diede alcun supporto finanziario, a parte il minimo indispensabile per sostenere il viaggio di ritorno a casa durante le vacanze natalizie. Alla Lawrenceville School, si cimentò in sport quali il football, il basket e il pugilato. Era solito trascorrere interminabili ore in biblioteca, abitudine che non abbandonò fino ai tempi dell'università. Sviluppò una stoica autosufficienza che lo portò ad allontanarsi progressivamente dalla famiglia.
Nel 1934, dopo aver conseguito il diploma, si iscrisse all'Hamilton College. Nel corso degli anni scolastici, migliorò la sua abilità di sostenere dibattiti in pubblico, continuando nel contempo a dedicarsi a varie discipline sportive. Nel 1937, quando suo padre morì, decise di distanziarsi per sempre sia da sua madre sia dal fratello più piccolo, Frank. Nonostante la materia in cui rendeva meglio fosse l'inglese e avesse la passione di guidare gli aerei, decise di intraprendere la strada della medicina, dopo aver scartato definitivamente l'idea di diventare professore di inglese.
Dopo aver conseguito il "Bachelor's degree" all'Hamilton College, si iscrisse alla facoltà di Medicina di Rochester, presso la quale si laureò. Considerò la possibilità di lavorare come medico generico, ma il suo professore di anatomia, George Washington Corner, lo incoraggiò a diventare un medico ricercatore. In molti dei suoi discorsi pubblici, Masters ha citato spesso e con riconoscenza le parole del suo insegnante: "Bill, non puoi mai dire di aver imparato abbastanza". Con Corner collaborò agli studi di test riproduttivi su scimmie e conigli. 
Nel 1942 sposò Elizabeth Ellis, sua prima moglie. Durante la primavera dello stesso anno, fu invitato a partecipare a diversi convegni sullo studio della riproduzione a Baltimora. Fu proprio in seguito a questa esperienza che decise di spostare l'oggetto delle sue ricerche sugli esseri umani, in particolare prendendo in esame la fisiologia e la risposta sessuale nella donna, abbandonando definitivamente i test sugli animali.
Animato da idee completamente rivoluzionarie, ritornò a Rochester per terminare i suoi studi, indeciso sull'intraprendere la specializzazione di psichiatria o ostetricia e ginecologia.
Nel corso del suo ultimo anno di Medicina, si trasferì con la moglie in un modesto appartamento in affitto, vicino sia all'università che all'ospedale. Dopo essersi laureato, nel 1943, optò per ostetricia e ginecologia, presso il St. Louis Maternity Hospital e il Barnes Hospital, volenteroso di comprendere a fondo l'anatomia e la fisiologia del sistema riproduttivo umano. Nella scelta, chiese consiglio al suo vecchio mentore, il dottor Corner. Durante la loro conversazione telefonica nel febbraio del 1943, Masters confermò il suo impegno e il suo interesse nella ricerca scientifica sul sesso.
Nell'estate dello stesso anno, si spostò a St. Louis per poter collaborare professionalmente con il primo seguace di Corner, Willard Allen. Corner e Allen, studiando insieme i conigli, scoprirono l'ormone progesterone, presente sia durante l'ovulazione che la gravidanza, prodotto dal corpo luteo.
Nel 1947 Masters fu assunto dalla Washington University come "instructor" di ostetricia clinica e ginecologia. 

### Contributi scientifici

#### Prima dell'incontro con Virginia Johnson
Nel 1950 William Masters aveva ormai acquisito tutta la preparazione necessaria per intraprendere la sua ricerca sulla sessualità umana.
Fu un ricercatore dal carattere particolare, che si dedicava alla sua attività costantemente, rifiutandosi di uscire con i colleghi durante le pause e di visitare i pazienti nel caso in cui si fossero presentati in ritardo al suo studio.
Entro pochi anni divenne una delle figure di spicco nel campo della ginecologia. Fu il primo in America a praticare l'anestesia caudale, anestetizzando localmente il canale caudale nella parte più bassa della spina dorsale per alleviare i dolori del parto, evitando così i rischi dell'incoscienza della partoriente, dovuti all'anestesia totale. Nel 1953 fu coautore di un articolo universitario, in cui spiegava tale tecnica, avendo analizzato più di 5.000 casi.
Per curare l'infertilità sviluppò la tecnica del "capping", che consisteva nell'introdurre una sorta di cappuccio di plastica nella cervice in modo da facilitare il passaggio degli spermatozoi nelle tube di Falloppio; procedura sperimentata da Masters in persona che soffriva di oligospermia.
Sempre nel 1953, ideò un programma di ricerca sull'infertilità al "Maternity Hospital" di St. Louis, aiutando molte coppie ad avere figli ed istituendo una delle prime banche del seme in America.
Nel 1955, Masters e Willard Allen scrissero un articolo pubblicato nell' "American Journal of Obstetrics and Gynecology", riguardante una nuova tecnica operatoria per aiutare le donne che soffrivano di dolore pelvico correlato alle cicatrici uterine, spesso procurate da parti precedenti. Questa condizione patologica prese il nome di "Sindrome di Allen-Masters".
Essendosi ormai affermato come uno dei migliori medici e professori alla Washington University, decise di dedicarsi alla parte pratica della ricerca sulla sessualità umana. Le sue idee erano molto simili a quelle di Alfred Kinsey, tuttavia egli se ne discostò subito, criticando il metodo che veniva applicato durante le osservazioni, ritenuto poco valido dal punto di vista scientifico e clinico. (Posizione poi ribadita anche una volta aggiuntasi Virginia Johnson alla ricerca).
Prima di poter intraprendere le sue ricerche, necessitava del consenso del cancelliere Ethan Shepley, una delle figure predominanti dell'università. Il 26 giugno del 1954, ricevette una lettera dal cancelliere che chiedeva di poterlo incontrare. Shepley fu così colpito dall'entusiasmo e dalle sane motivazioni che Masters aveva esternato, che diede il suo completo appoggio al programma di ricerca, a patto che il tutto fosse rimasto un segreto per evitare scandali e fraintendimenti.
Nei mesi successivi William Masters cominciò ad osservare le prostitute durante i rapporti sessuali, documentando valori di pressione cardiaca e reazioni del corpo agli stimoli sessuali. Nell'arco di 20 mesi osservò ed intervistò 118 donne e 27 uomini, che collaborarono come volontari. In cambio Masters offriva visite generali gratuite. Ben presto, tuttavia, si accorse che le prostitute non erano un gruppo-campione su cui poter fare affidamento poiché non completamente rappresentativo della popolazione media. Inoltre, si era reso conto di aver bisogno di un aiutante, in particolare di una donna che potesse fornirgli uno sguardo complementare sullo studio. Alcune settimane prima del Natale 1956,  incontrò la persona adatta al ruolo: Virginia Johnson.

#### Il team Masters & Johnson
William Masters assunse Virginia Johnson, nel 1957, come assistente di ricerca nel "Dipartimento di Ostetricia e Ginecologia" alla Washington University a Saint Louis, dopo averle impartito alcune nozioni basilari riguardanti la terminologia, terapia e ricerca medica.
Lo studio di Masters si proponeva di interpretare la reazione fisiologica e psicologica allo stimolo sessuale, con l’obiettivo di rispondere a due quesiti: quali reazioni fisiche si producono nell’uomo e nella donna quando rispondono a un efficace stimolo sessuale? Perché gli uomini e le donne si comportano in un certo modo, rispondendo a un adeguato stimolo sessuale?
Nella coppia William Masters forniva l’impianto teorico e intellettuale allo studio, mentre Virginia Johnson vi apportava il buonsenso e le capacità relazionali necessarie affinché avesse successo.
Insieme svilupparono strumenti simili al poligrafo, che furono progettati per misurare l’eccitazione sessuale negli esseri umani. Adoperandoli, osservarono e misurarono più di 10.000 volontari, uomini e donne, per la maggior parte coppie sposate, che acconsentirono a masturbarsi o ad intraprendere l’attività sessuale con i propri partner o altri partecipanti in laboratorio. Ogni volontario era collegato ad un elettroencefalografo, mentre su un piccolo schermo venivano proiettati gli impulsi cerebrali e quelli dei sensori applicati al petto, per monitorare anche il cuore. Dall’osservazione di questi soggetti, identificarono i 4 stadi della risposta sessuale, poi meglio conosciuti come ‘’il ciclo della risposta sessuale umana’’. Il ciclo consiste nella fase di eccitazione, la fase di plateau, la fase dell’orgasmo e la fase di risoluzione. Si occuparono, in particolare, delle disfunzioni sia maschili che femminili, tra cui impotenza primaria e secondaria, frigidità ed altre patologie, sostenendo che gran parte di esse, insorgono per ragioni psicologiche, spesso traumi. Alcuni trattamenti, di matrice psicoterapeutica, duravano due sole settimane, registrando un discreto successo tra i casi trattati.
Furono i primi ad osservare e fotografare l'interno dell'apparato genitale femminile durante l'attività sessuale. Le loro ricerche dimostrarono, superando ciò che aveva asserito Freud, che non ci fosse distinzione tra orgasmo vaginale e clitorideo, in quanto la risposta fisiologica era la stessa. Dimostrarono inoltre, che l'uomo attraversa un periodo refrattario dopo l'orgasmo e che tale periodo, non è presente nelle donne, le quali possono avere orgasmi multipli. Attraverso un apparecchio approntato da Masters con la collaborazione di un esperto di apparecchi fotografici miniaturizzati, un lungo cilindro di plexiglas collegato a una piccola cinepresa, denominato "Ulisse", Masters e Johnson, scoprirono che le ghiandole di Bartolino non erano responsabili della lubrificazione femminile durante il rapporto sessuale, come si era creduto fino ad allora; in realtà, si tratta di una reazione diffusa lungo tutte le pareti vaginali, quindi un meccanismo molto simile alla normale sudorazione dopo sforzi fisici. Hanno, inoltre, sfatato il mito del non poter avere rapporti sessuali durante la gravidanza e quello della fine dell'attività sessuale, che puo' invece essere ancora presente anche in età avanzata, in determinate circostanze di buona salute ed interesse per il partner.
Al convengo della "American Medical Association" del 1976, lo psichiatra freudiano Ralph R. Greenson, riguardo ai risultati ottenuti dai due ricercatori, riconobbe loro il merito di aver completamente rivoluzionato il modo di pensare delle giovani donne americane che a livello sessuale stavano diventando più assertive ed esigenti, mentre gli uomini più indifferenti e letargici. Avendo conquistato una maggiore libertà, le donne pretendevano di avere la stessa soddisfazione sessuale degli uomini, oltre agli stessi diritti.
Masters e Johnson, inizialmente, ebbero rapporti sessuali per essere essi stessi l'oggetto delle proprie ricerche, ma successivamente divennero amanti e infine coniugi. Tutti i risultati delle loro ricerche sono contenuti nei libri che hanno scritto insieme nel corso degli anni in cui hanno collaborato.
Nel 1960 William Masters ottenne il posto di professore ordinario presso la facoltà di Medicina, carica che ricoprì fino al 1973.
Nel 1964, Masters e Johnson lasciarono la Washington University perché diventato un luogo inadatto alle nuove ricerche nell’ambito della sessuologia nei termini in cui la proponevano. Fondarono una loro clinica con pochi collaboratori di fiducia, al 4910 di "Forest Park Boulevard" di St. Louis, ‘’The Reproductive Biology Research Foundation". Qui, libero dalle ingerenze dell’università, Masters promosse Virginia Johnson da assistente a ricercatrice associata. Il centro fu poi rinominato ‘’The Masters and Johnson Institute’’ nel 1973.
Nell’aprile del 2009, Thomas Maier riportò nel ‘’Scientific American’’ che Virginia Johnson ebbe delle riserve nei confronti del programma per convertire gli omosessuali in eterosessuali, un programma che fu portato avanti dal 1968 al 1977, che aveva come principio l'idea che l'omosessualità fosse un comportamento acquisito nel corso della vita e quindi correggibile.

### Vita privata
La prima moglie fu Elizabeth Ellis, detta Lib, Libby o Betty, che al tempo lavorava come segretaria a Utica. Dopo cinque anni di fidanzamento, Masters le propose il matrimonio nel 1942. Fu una cerimonia modesta, svoltasi a Detroit. Nel 1950 ebbero una figlia, Sarah, detta "Sali" e l'anno seguente un figlio, William Howell Jr.
Masters incontrò Virginia Johnson nel 1957 quando l’assunse come assistente di ricerca. Divorziò dalla prima moglie per sposare Virginia nel 1971. La sera della vigilia di Natale del 1992, William Masters annunciò a Virginia Johnson che voleva il divorzio, dopo più di vent'anni di matrimonio. 
Successivamente sposò Geraldine "Dody" Baker, la ragazza di cui si era innamorato cinquant'anni prima, durante un'estate al Rainbow Lake. 
Anche se Masters e Johnson assicurarono che la loro separazione fosse consensuale, poco dopo anche la loro celebre collaborazione come esperti di sesso giunse al termine.

### Morte
All'età di 75 anni, durante seminari e discorsi pubblici, William Masters cominciò ad avere vuoti di memoria e lapsus. Virginia Johnson capì subito che si trattava di un problema neurologico molto grave. Poco dopo infatti, a Masters fu diagnosticato il morbo di Parkinson. A causa di varie complicazioni dovute a questa malattia, morì a Tucson, in Arizona, il 16 febbraio 2001.

## Scritti principali
- Human Sexual Response - William H. Masters e Virginia E. Johnson (1966) Toronto; New York: Bantam Books, ISBN 0-553-20429-7. Edizione del 1981, ISBN 978-0553204292.
- Human Sexual Inadequacy - William H. Masters e Virginia E. Johnson (1970)  Toronto; New York: Bantam Books, ISBN 0-553-20699-0.
- The Pleasure Bond - William H. Masters e Virginia E. Johnson (1974)  New York: Bantam Books. ISBN 0-553-20915-9.
- Homosexuality in Perspective -  William H. Masters e Virginia E. Johnson (1979) Toronto; New York: Bantam Books. ISBN 0-553-20809-8.
- Masters and Johnson on Sex and Human Loving -  William H. Masters, Virginia E. Johnson e Robert C. Kolodny (1988)  Little, Brown and Company. ISBN 978-0316501606.
- Heterosexuality - William H. Masters, Virginia E. Johnson e Robert C. Kolodny (1994)  New York; London: HarperCollins. ISBN 0-7225-3027-7.

## Critiche a Masters & Johnson
William Masters e Virginia Johnson, nonostante la fama che li ha resi noti al mondo come i più grandi educatori del sesso, hanno anche ricevuto molte critiche da colleghi ed studiosi. In particolare, Shere Hite ed altri ricercatori hanno fatto presente che la ricerca manca della volontà necessaria per comprendere come gli individui considerino l'esperienza sessuale e il significato che assume per loro. Secondo Hite, inoltre, il loro lavoro trascura, in modo acritico, gli atteggiamenti culturali propri di una persona, che si riflettono sul comportamento sessuale.
Nel novembre 1964 "Commentary", una rivista politica e culturale, pubblicò la denuncia dello psichiatra Leslie H. Farber, che accusava Masters e Johnson di aver messo "il sesso sotto al microscopio", facendogli perdere tutto il suo valore, quindi di averlo allontanato da tutte le altre discipline come la religione, la filosofia, la letteratura, che avevano sempre guardato al sesso come un'esperienza umana e strettamente connessa all'amore, alla vita coniugale e alla procreazione. Un'altra critica persistente: nonostante la vasta esperienza di anni di lavoro clinico, Virginia Johnson non conseguì mai una laurea e spesso non correggeva coloro i quali, sui giornali o di persona, si rivolgevano a lei come "Dottoressa Johnson".

## Curiosità
- William Masters, da bambino, soffrì per ben due volte di setticemia, un'infezione del sangue, che lo costrinse a letto per diversi mesi. La febbre alta provocata dalla malattia, rese il suo occhio destro leggermente strabico, conferendogli uno sguardo severo, che molti giudicavano fastidioso.[36]
- La sua fama nel campo della fertilità fu tale che, negli anni '50, ebbe come paziente la Principessa Soraya Esfandiary Bakhtiari, moglie dello Shah dell'Iran, Mohammed Reza Pahlavi. La Principessa era stata dichiarata sterile da vari dottori, poi anche dallo stesso Masters. Fu proprio in seguito alla sua diagnosi, che lo Shah fu costretto a divorziare per non disonorare la tradizione e assicurare una discendenza alla nazione.[37]
- Durante i primissimi anni della sua ricerca, decise di consultare i libri della biblioteca universitaria per raccogliere quante più informazioni possibili sull'apparato genitale, prima di iniziare la sua ricerca. Nonostante la Washington University fosse una delle migliori università di medicina, la consultazione dei libri con i disegni dei genitali maschili e femminili era vietata agli studenti e allo stesso Masters, in quanto professore associato, perché ritenuti pornografici. Solo ai professori ordinari era permesso consultarli. Ciononostante, Masters decise di insistere e riuscì a farsi dare i libri in prestito.[38]
- Le parole dell'arcivescovo di St. Louis, Joseph E. Ritter, rivolte a Masters: "Non c'è bisogno che ti dica che alcune tecniche che hai applicato non possono essere approvate dalla Chiesa Cattolica, ma posso dirti che la Chiesa Cattolica sarà molto interessata ai tuoi risultati".[39]
- L'ultima moglie di William Masters, Dody Baker, in realtà era stato il suo primo amore. Sin da ragazzo aveva avuto intenzione di sposarla, decise di farle la fatidica proposta scrivendola su un bigliettino di auguri, perché la ragazza si trovava in ospedale per un piccolo intervento. Masters consegnò fiori e bigliettino ad un'infermiera. Dody non ricevette mai niente. Non si chiarirono subito: lei perché offesa dal fatto che Masters non fosse andato di persona a farle visita, lui perché troppo amareggiato per non aver ricevuto alcuna risposta. Anni dopo si rimisero in contatto e coronarono il loro sogno d'amore.[40]

## Il libro e la serie tv
L'emittente televisiva statunitense Showtime trasmette dal 29 settembre 2013 la serie TV Masters of Sex, basata sull'omonima biografia scritta da Thomas Maier e pubblicata nel 2009. I protagonisti della serie sono Michael Sheen, che interpreta William Masters e Lizzy Caplan, nel ruolo di Virginia Johnson.